# Vicente Castaño Gil
Artikeln följer den spanska namnseden; faderns efternamn är Castaño och moderns efternamn Gil.
José Vicente Castaño Gil, kallas El Profe (svenska: Professorn), född 2 juli 1957 i Amalfi, Antioquía, Colombia, försvunnen sedan 2006, är en möjligtvis levande colombiansk narkotikasmugglare och paramilitär.
1981 grundade hans bröder Carlos Castaño Gil och Fidel Castaño Gil den högerorienterade paramilitära organisationen Autodefensas Campesinas de Córdoba y Urabá (ACCU) efter att deras far hade blivit mördad av den marxist-leninistiska gerillarörelsen Farc. Vicente Castaño Gil anslöt sig till ACCU i senare skede. Organisationen samarbetade med Medellínkartellen och dess ledare Pablo Escobar men samarbetet upphörde senare. 1997 blev ACCU fusionerad med andra grupperingar och bildade Autodefensas Unidas de Colombia (AUC). och han blev en av ledarna under sin bror Carlos Castaño Gil.
2004 försvann Carlos Castaño Gil spårlöst men hans kvarlevor hittades 2006 efter att en före detta paramilitär vid namn Jesús Roldán erkände att han hade mördat Carlos Castaño Gil på order av Vicente Castaño Gil. Enligt källor var Carlos Castaño Gil kritisk mot den kokainförsäljning som AUC höll på med medan resten av toppskiktet, där Vicente Castaño Gil ingick, ansåg att Carlos Castaño Gil började bli ett problem för dem. Samma år försvann Vicente Castaño Gil, det har dock spekulerats om att han har blivit mördad i hämnd för att han har tagit över en del av konkurrerande drogkartellers territorier. 2013 hävdade Jesús Roldán, som hade redan erkänt att han hade mördat även den andra brodern Fidel Castaño Gil, att Vicente Castaño Gil mördades den 12 december 2007 på en ranch utanför orten Nechí i Antioquía, dock är det inte bekräftat från myndighetshåll. Innan Vicente Castaño Gil försvann grundade han en annan paramilitär organisation i Águilas Negras och ledde den tillsammans med vännen Daniel Rendón Herrera.